# Liz Mohn

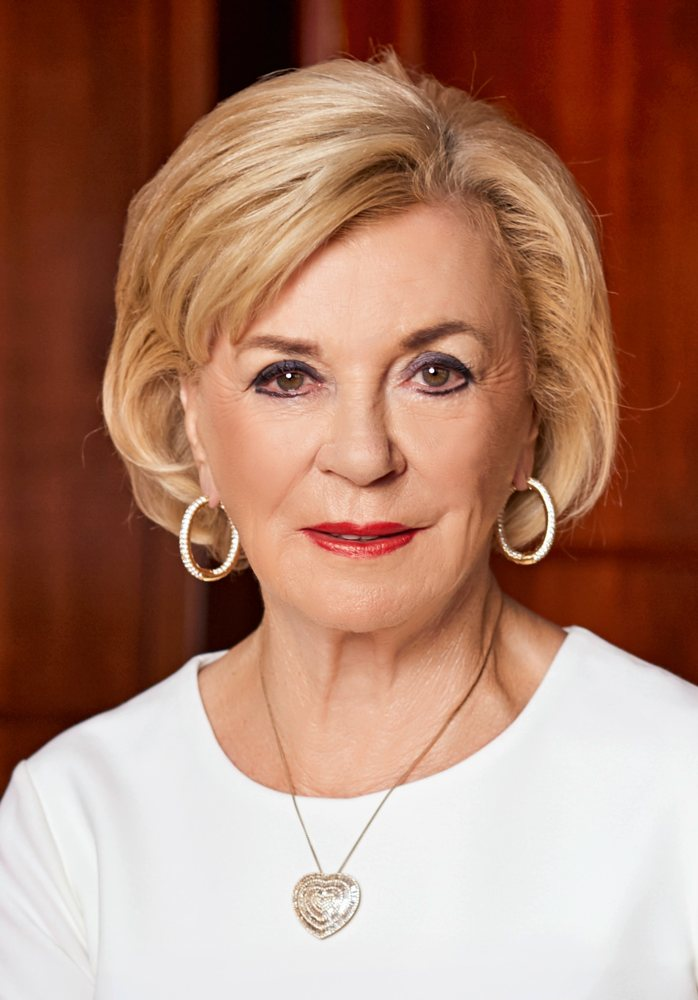
Liz Mohn (2017)

Elisabeth „Liz“ Mohn (* 21. Juni 1941 als Elisabeth Beckmann in Wiedenbrück) ist eine deutsche Unternehmerin und Stifterin. Sie war die Geliebte von Reinhard Mohn und war von 1982 bis zu dessen Tod im Jahr 2009 mit ihm in zweiter Ehe verheiratet.
Liz Mohn repräsentiert die fünfte Generation der Eigentümerfamilien von Bertelsmann. Bis 2021 war sie Vorsitzende des Lenkungsausschusses der Bertelsmann Verwaltungsgesellschaft und ist weiterhin Mitglied des Gremiums. Außerdem ist sie Mitglied der Aufsichtsräte des Konzerns. Zudem war Liz Mohn bis Juni 2021 stellvertretende Vorsitzende des Vorstands und Kuratoriums der gemeinnützigen Bertelsmann Stiftung und ist seither Ehrenmitglied des Kuratoriums.
Im Liz-Mohn-Center wurden ihre Projekte für internationale Verständigung, zu Wirtschaftsthemen mit dem Fokus auf Fragen der modernen Führung sowie im kulturellen Bereich gebündelt. Für ihr vielfältiges Engagement wurde sie unter anderem 2010 mit dem Großen Bundesverdienstkreuz ausgezeichnet.

## Leben
Nach der Volksschule nahm Liz Mohn zunächst eine Lehrstelle als Zahnarzthelferin an. Später bewarb sie sich als Telefonistin bei Bertelsmann und arbeitete fortan für den Buchclub. Im Alter von 17 Jahren lernte sie Reinhard Mohn kennen und begann daraufhin eine Affäre mit ihm. Reinhard Mohn war in dieser Zeit mit Magdalene Raßfeld (1923–2021) verheiratet. Um einen Skandal zu vermeiden, heiratete sie 1963 Joachim Scholz, einen Lektor für Kinderbücher bei Bertelsmann, in einer Scheinehe, die 1978 wieder geschieden wurde und in ihrer Autobiographie keine Erwähnung fand. 1982 wurde die erste Ehe von Reinhard Mohn geschieden, Liz und Reinhard Mohn heirateten noch im selben Jahr. Er adoptierte die gemeinsamen Kinder Brigitte, Christoph und Andreas Mohn. Diese Kinder wurden später beruflich in den Konzern integriert, während die Kinder aus Mohns erster Ehe hier keine Rolle spielen sollten.

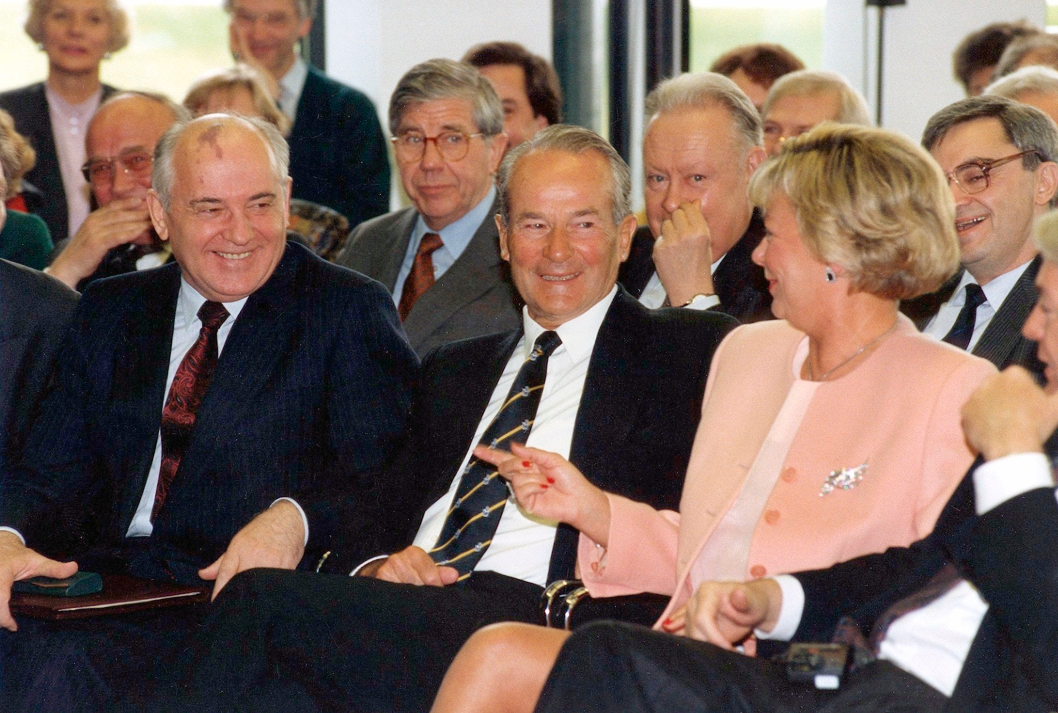
Liz Mohn, Reinhard Mohn und Michail Gorbatschow (v. r. n. l., 1992)

In den folgenden Jahren nahm Liz Mohn sukzessive eine wichtigere Rolle im Unternehmen und in der Stiftung ein: Ab 1986 war sie im Beirat der Bertelsmann Stiftung tätig. 1999 wurde sie in die Gesellschafterversammlung der Bertelsmann Verwaltungsgesellschaft berufen, welche die Stimmrechte in der Hauptversammlung des Konzerns kontrolliert. Außerdem zog sie im Jahr 2000 in das Präsidium der Bertelsmann Stiftung ein, die mittelbar mehrheitlich am Kapital des Unternehmens beteiligt ist. 2002 rückte Liz Mohn an die Spitze der Bertelsmann Verwaltungsgesellschaft, übernahm dort das Amt der Familiensprecherin und wurde Mitglied des Aufsichtsrats von Bertelsmann. Dadurch erhielt sie maßgeblichen Einfluss auf den Konzern.
Nach dem Tod von Reinhard Mohn im Jahr 2009 trat Liz Mohn seine Nachfolge an. So übertrug er ihr unter anderem ein Vetorecht in der Bertelsmann Verwaltungsgesellschaft. Außerdem erhielt Liz Mohn weitgehend die Stifterrechte in der Bertelsmann Stiftung. Dazu zählt beispielsweise ein Vorschlagsrecht für die Berufung von Mitgliedern des Kuratoriums.
Liz Mohn stand aufgrund ihrer Doppelrolle in Unternehmen und Stiftung unter besonderer medialer Beobachtung. Mit Erreichen der Altersgrenze von 80 Jahren im Jahr 2021 übergab sie den Vorsitz im Lenkungsausschuss der Bertelsmann Verwaltungsgesellschaft an Christoph Mohn. Zudem schied sie aus dem Vorstand der Bertelsmann Stiftung aus. Liz Mohn ist weiterhin Präsidentin des Patronats der Fundación Bertelsmann und Präsidentin des Direktoriums der Bertelsmann Foundation North America. Beides sind Tochterstiftungen der Bertelsmann Stiftung, die aber rechtlich selbstständig wirken.

## Engagement

### Neue Stimmen
1987 rief Liz Mohn den internationalen Gesangswettbewerb Neue Stimmen ins Leben. Dazu hatte sie Herbert von Karajan bewogen, der die fehlende Förderung auf dem Gebiet des Operngesangs beklagte. Der Wettbewerb entwickelte sich zu einer international anerkannten „Talentschmiede“. Er wird unter dem Dach der Bertelsmann Stiftung durchgeführt. Zusätzlich startete Liz Mohn 1999 ein Projekt für eine bessere Förderung der Musikkultur bei Kindern, insbesondere in Grundschulen.

### Schlaganfall-Hilfe
1992 gründete Liz Mohn die gemeinnützige Stiftung Deutsche Schlaganfall-Hilfe, die sich für die Prävention und Früherkennung von Schlaganfällen einsetzt. Anlass waren gesundheitliche Probleme eines ihrer Söhne, die ähnliche Symptome wie ein Schlaganfall hervorriefen. Liz Mohn ist Präsidentin der Stiftung, ihre Tochter Brigitte Vorsitzende des Kuratoriums. Ein wichtiges Element ihres Engagements zu diesem Thema ist der „Rosenball“, auf dem Liz Mohn Spenden für den Kampf gegen die Krankheit sammelt.

### Liz Mohn Stiftung
2005 setzte Liz Mohn ihren Einsatz für die Musikkultur durch Gründung der gemeinnützigen Liz Mohn Kultur- und Musikstiftung fort. Mohn fungiert als Vorsitzende des Vorstands. Die Stiftung fördert beispielsweise Musicals von Kindern und Jugendlichen und vergibt Stipendien für Opernsänger. Hierfür kooperiert sie mit der Berliner Staatsoper Unter den Linden und anderen Einrichtungen. Außerdem richtet sie jährlich die Ideeninitiative „Kulturelle Vielfalt mit Musik“ aus. 2024 strukturierte Mohn die Stiftung um und gründete die Liz Mohn Stiftung, um die Aktivitäten der Kultur- und Musikstiftung und des Liz Mohn Centers zusammenzuführen.

## Auszeichnungen

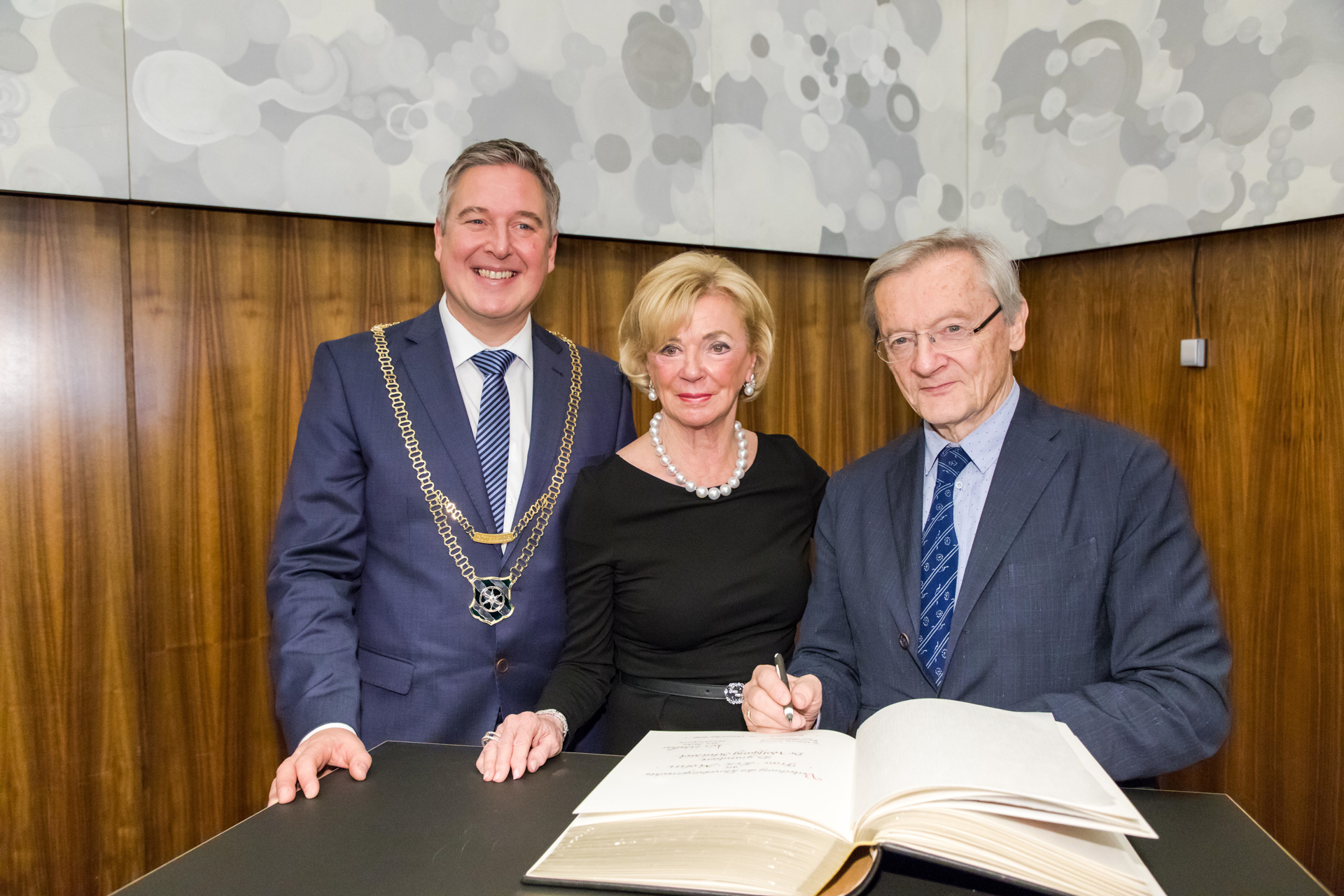
Liz Mohn mit Henning Schulz (l.) und Wolfgang Schüssel (r.) bei der Ernennung zur Ehrenbürgerin der Stadt Gütersloh (2016)

Liz Mohn wurde für ihr soziales Engagement vielfach ausgezeichnet. Beispielsweise erhielt sie 1996 den Europäischen Stifterpreis für Kultur-Mäzene, 2010 das Große Bundesverdienstkreuz sowie den Charity-Bambi. 1999 nahm sie der Club of Rome als erstes weibliches Vollmitglied aus Deutschland auf. Im Jahr 2000 kam das Ehrenzeichen der deutschen Ärzteschaft hinzu. 2006 ernannte die Universität Tel Aviv Mohn zum Ehrendoktor. 2008 verlieh ihr die UNESCO den „Children in Need“-Award. 2009 nahm sie als erste Frau den Karl-Winnacker-Preis an. 2010 wurde Liz Mohn mit dem Weltwirtschaftlichen Preis geehrt. 2013 zeichnete Maurice Gourdault-Montagne, französischer Botschafter in Deutschland, sie mit dem Orden der Ehrenlegion aus. 2014 erhielt Liz Mohn die Euriade-Ehrennadel in Gold von Königin Silvia von Schweden. 2016 würdigte Xavier Bettel, Premierminister von Luxemburg, Liz Mohn mit dem Komturkreuz im Orden der Eichenlaubkrone.
2016 ernannte der Rat der Stadt Gütersloh Liz Mohn zur Ehrenbürgerin.

## Veröffentlichungen
- Liz Mohn: Liebe öffnet Herzen. C. Bertelsmann Verlag, München 2001, ISBN 3-570-00367-1.
- Liz Mohn (Hrsg.): Werte. Was die Gesellschaft zusammenhält. Verlag Bertelsmann Stiftung, Gütersloh 2006, ISBN 3-89204-908-4.
- Liz Mohn, Ursula von der Leyen (Hrsg.): Familie gewinnt: Die Allianz und ihre Wirkungen für Unternehmen und Gesellschaft. Verlag Bertelsmann Stiftung, Gütersloh 2007, ISBN 978-3-89204-927-2.
- Liz Mohn, Karin Schlautmann (Hrsg.): Positionen: Unternehmenskultur und Werte. Verlag Bertelsmann Stiftung, Gütersloh 2010, ISBN 978-3-86793-229-5.
- Liz Mohn: Schlüsselmomente: Erfahrungen eines engagierten Lebens. C. Bertelsmann Verlag, München 2011, ISBN 978-3-570-10110-0.